# Vilémovice (Červené Janovice)
Vilémovice (německy Wilimowitz) je malá vesnice, část obce Červené Janovice v okrese Kutná Hora. Nachází se asi 1,5 kilometru severovýchodně na severovýchod od Červených Janovic (čtrnáct kilometrů od Čáslavi a patnáct kilometrů od Kutné Hory).
Vilémovice leží v katastrálním území Vilémovice u Červených Janovic o rozloze 3,22 km². V katastrálním území Vilémovice u Červených Janovic leží i Lány.

## Historie
První písemná zmínka o vesnici pochází z roku 1352.

## Pamětihodnosti
- Kostel Narození Panny Marie na hřbitově
- Polodřevěná zvonice u hřbitova
- Starý dřevěný dům na začátku Vilémovic

## Další fotografie

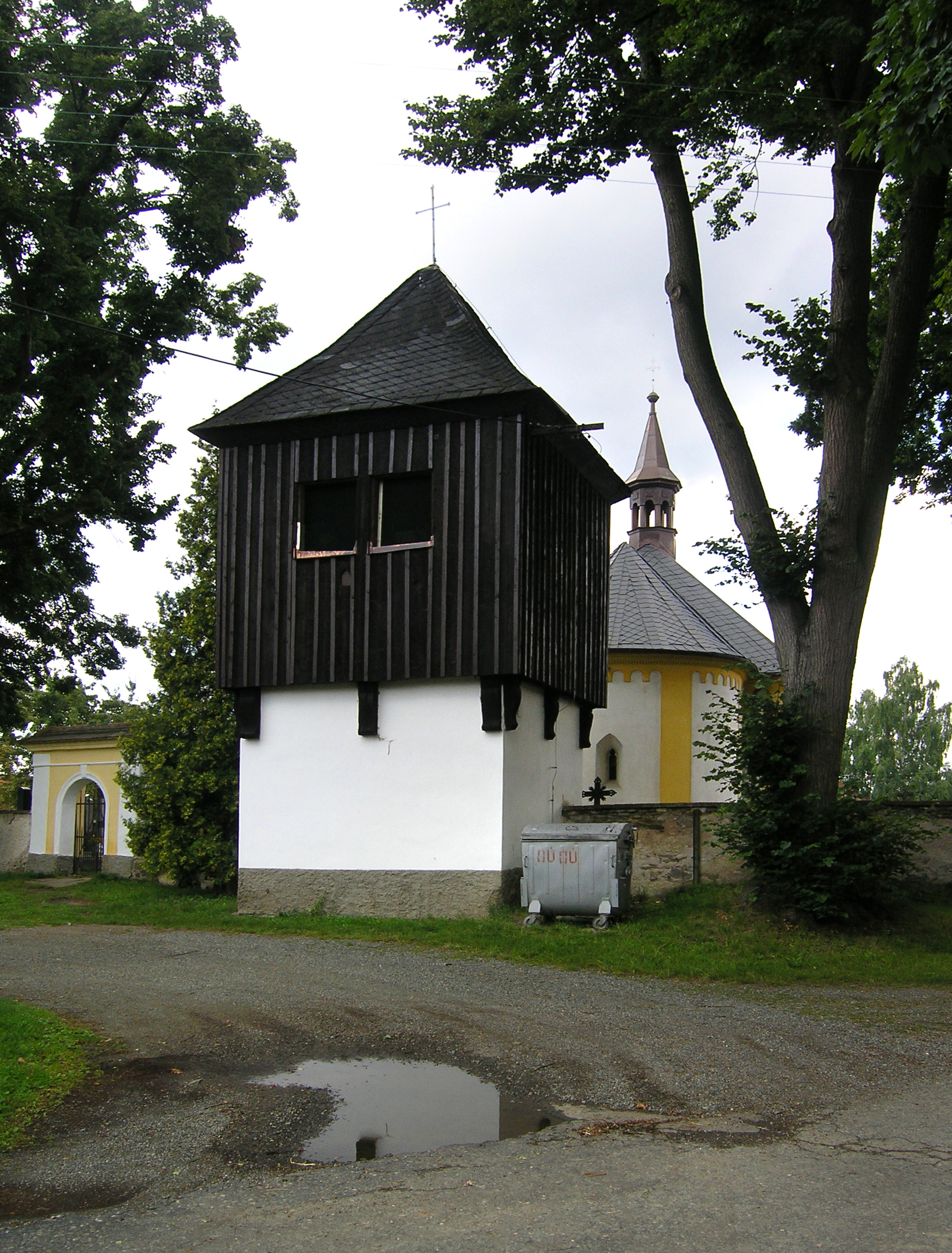
Polodřevěná zvonice
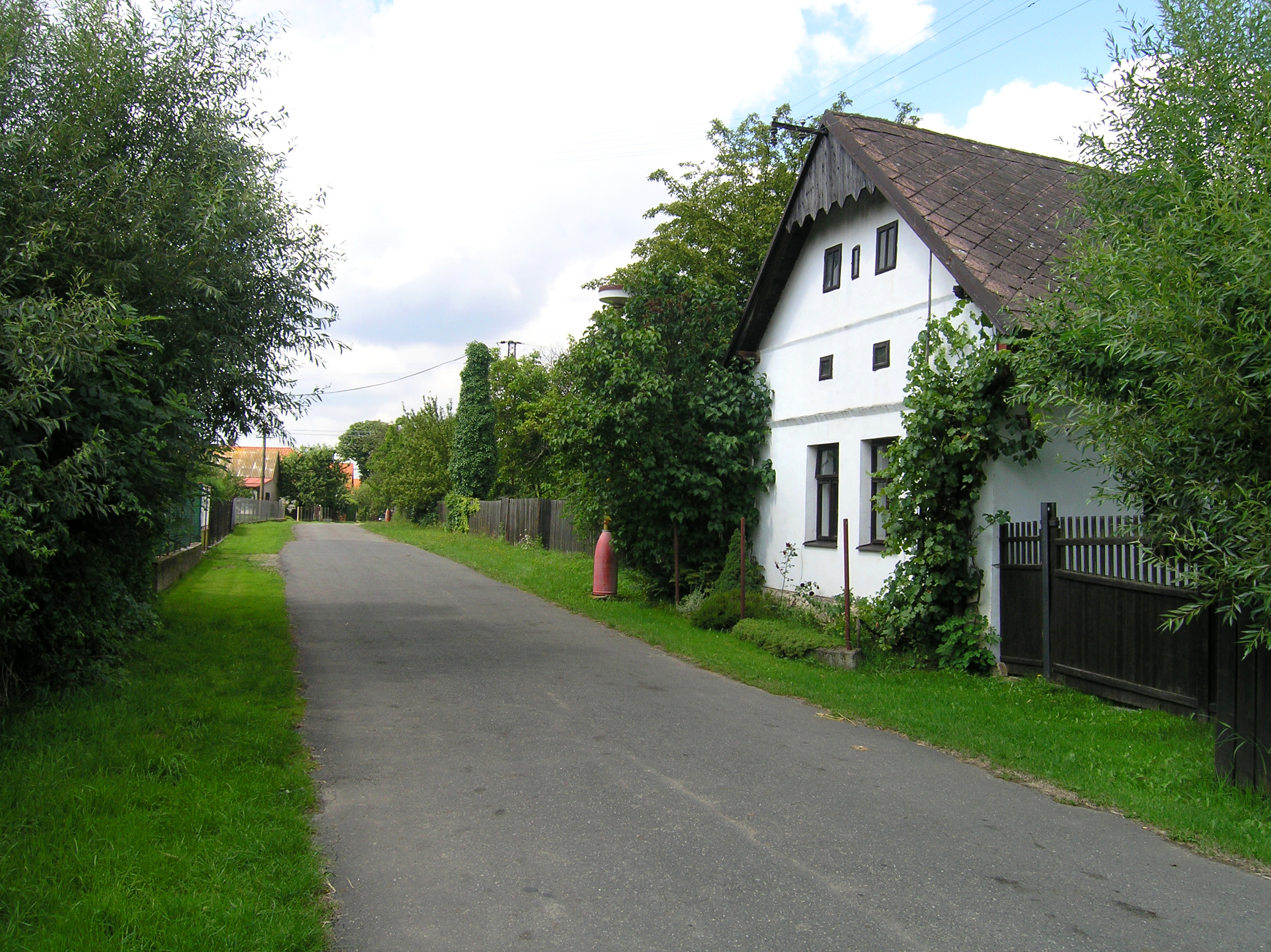
Pohled od jihovýchodu
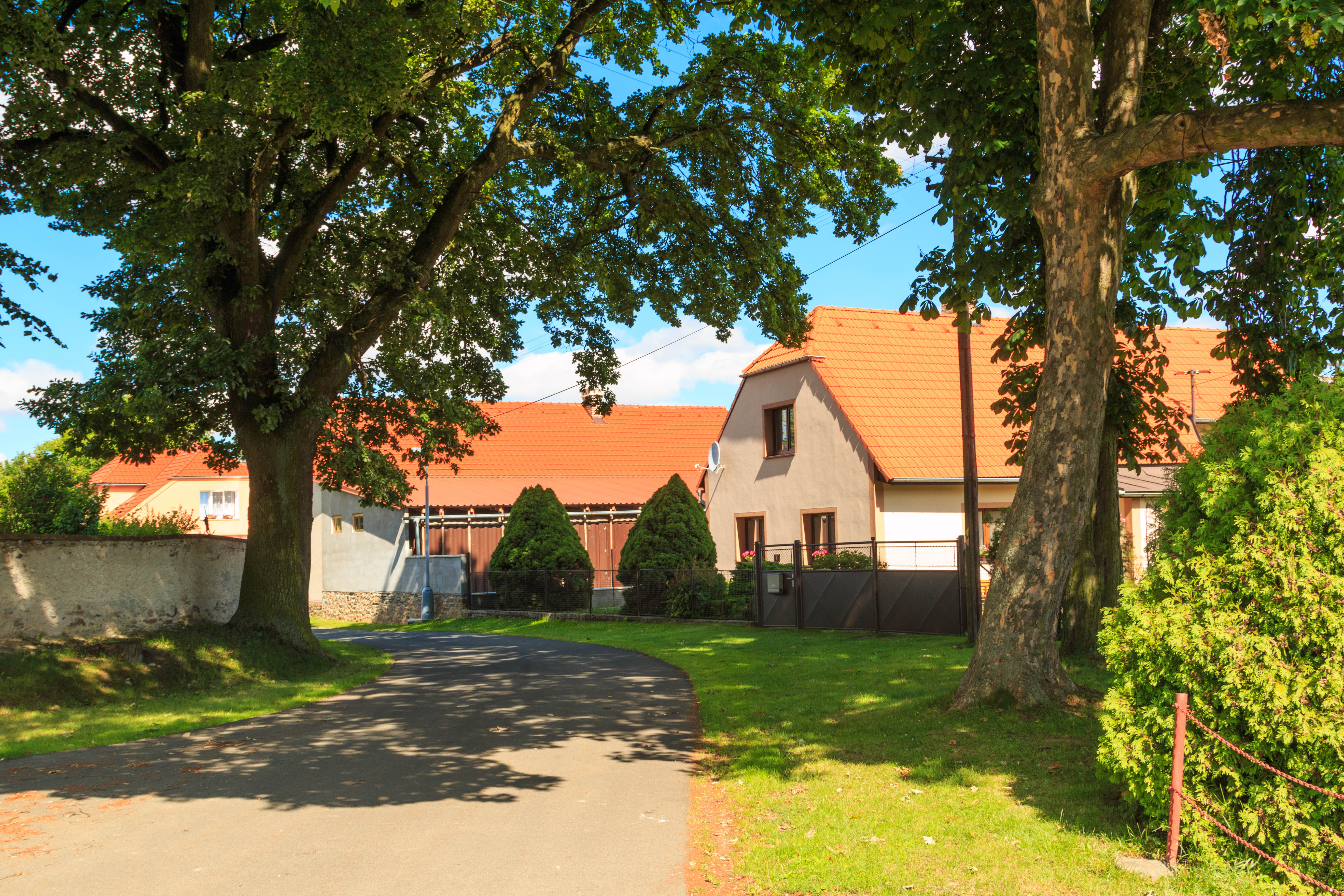
Vilémovice čp. 8
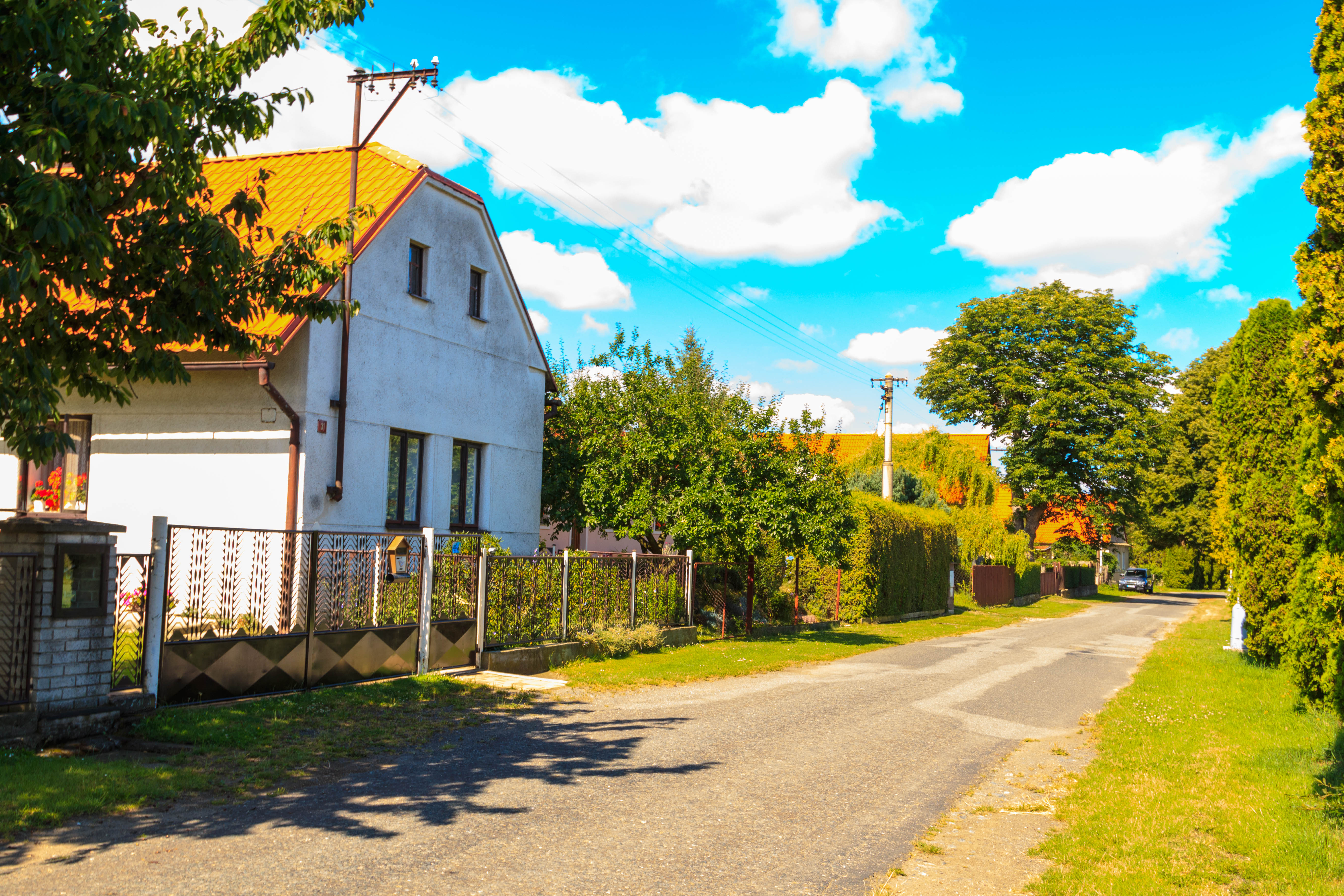
Vilémovice čp. 34